# Campeonato Africano de Atletismo de 2012 - 3000 m com obstáculos masculino
A prova dos 3000 metros com obstáculos masculino do Campeonato Africano de Atletismo de 2012 foi disputada no dia 29 de junho de 2012 no Estádio Charles de Gaulle em Porto Novo,  no Benim. 

## Recordes
Antes desta competição, os recordes mundiais e do campeonato nesta prova eram os seguintes:
|                       | Nome                | Nacionalidade | Tempo     | Local    | Data                  |
| --------------------- | ------------------- | ------------- | --------- | -------- | --------------------- |
| Recorde mundial       | Saif Saaeed Shaheen | Catar         | 7m 53s 63 | Bruxelas | 3 de setembro de 2004 |
| Recorde do campeonato | Paul Kipsiele Koech | Quênia        | 8m 11s 03 | Bambous  | 11 de agosto de 2006  |
| Recorde africano      | Brimin Kipruto      | Quênia        | 7m 53s 64 | Mônaco   | 22 de julho de 2011   |

## Medalhistas
| Ouro             | Prata                         | Bronze                 |
| Abel Mutai (KEN) | Wilson Kipkemboi Maraba (KEN) | Benjamin Kiplaga (UGA) |

## Cronograma
Todos os horários são locais (UTC+1).
| Data        | Hora  | Evento |
| ----------- | ----- | ------ |
| 29 de junho | 16:50 | Final  |

## Resultado final
| Posição           | Atleta                  | Nacionalidade | Tempo   | Notas            |
| ----------------- | ----------------------- | ------------- | ------- | ---------------- |
| Medalha de ouro   | Abel Mutai              | Quênia        | 8:16.05 |                  |
| Medalha de prata  | Wilson Kipkemboi Maraba | Quênia        | 8:16.96 |                  |
| Medalha de bronze | Benjamin Kiplagat       | Uganda        | 8:18.73 |                  |
| 4                 | Nahom Mesfin            | Etiópia       | 8:20.23 |                  |
| 5                 | Tafese Soboka           | Etiópia       | 8:26.33 |                  |
| 6                 | Habtamu Jaleta          | Etiópia       | 8:29.03 |                  |
| 7                 | Ruben Ramolefi          | África do Sul | 8:29.53 |                  |
| 8                 | Jacob Araptany          | Uganda        | 8:48.12 |                  |
| 9                 | Tumelo Motlagale        | África do Sul | 9:06.11 |                  |
| 10                | Malaba Tchendo          | Togo          | 9:13.35 |                  |
| 11                | Mahomet Adam            | Benim         | 9:21.21 | Recorde nacional |
| 12                | Harouna Garba           | Níger         | 9:46.28 |                  |

Legenda
| Recorde mundial       | Recorde mundial (World record)               |                       | Recorde africano                      | Recorde africano (African) |                                           | Q | Classificado por posição (Qualified) |
| Recorde do campeonato | Recorde do campeonato (Championship record)  | Recorde da América    | Recorde da América (Americas)         | q                          | Classificado por melhor tempo (Qualified) |   |                                      |
| Melhor marca do ano   | Melhor marca do ano (World leading)          | Recorde asiático      | Recorde asiático (Asian)              | DNS                        | Não largou (Did not start)                |   |                                      |
| Recorde nacional      | Recorde nacional (National record)           | Recorde europeu       | Recorde europeu (European)            | DNF                        | Não terminou (Did not finish)             |   |                                      |
| Recorde pessoal       | Recorde pessoal do atleta (Personal best)    | Recorde da Oceania    | Recorde da Oceania (Oceania)          | DSQ / DQ                   | Desclassificado (Disqualified)            |   |                                      |
| Recorde da temporada  | Recorde da temporada do atleta (Season best) | Recorde sul-americano | Recorde sul-americano (South America) | NM                         | Sem marca (No mark)                       |   |                                      |